# Maison Julius Hoste
La Maison Julius Hoste est un bâtiment de style moderniste édifié par les architectes René Théry et J. de Wit van der Hoop à Bruxelles en Belgique.

## Localisation

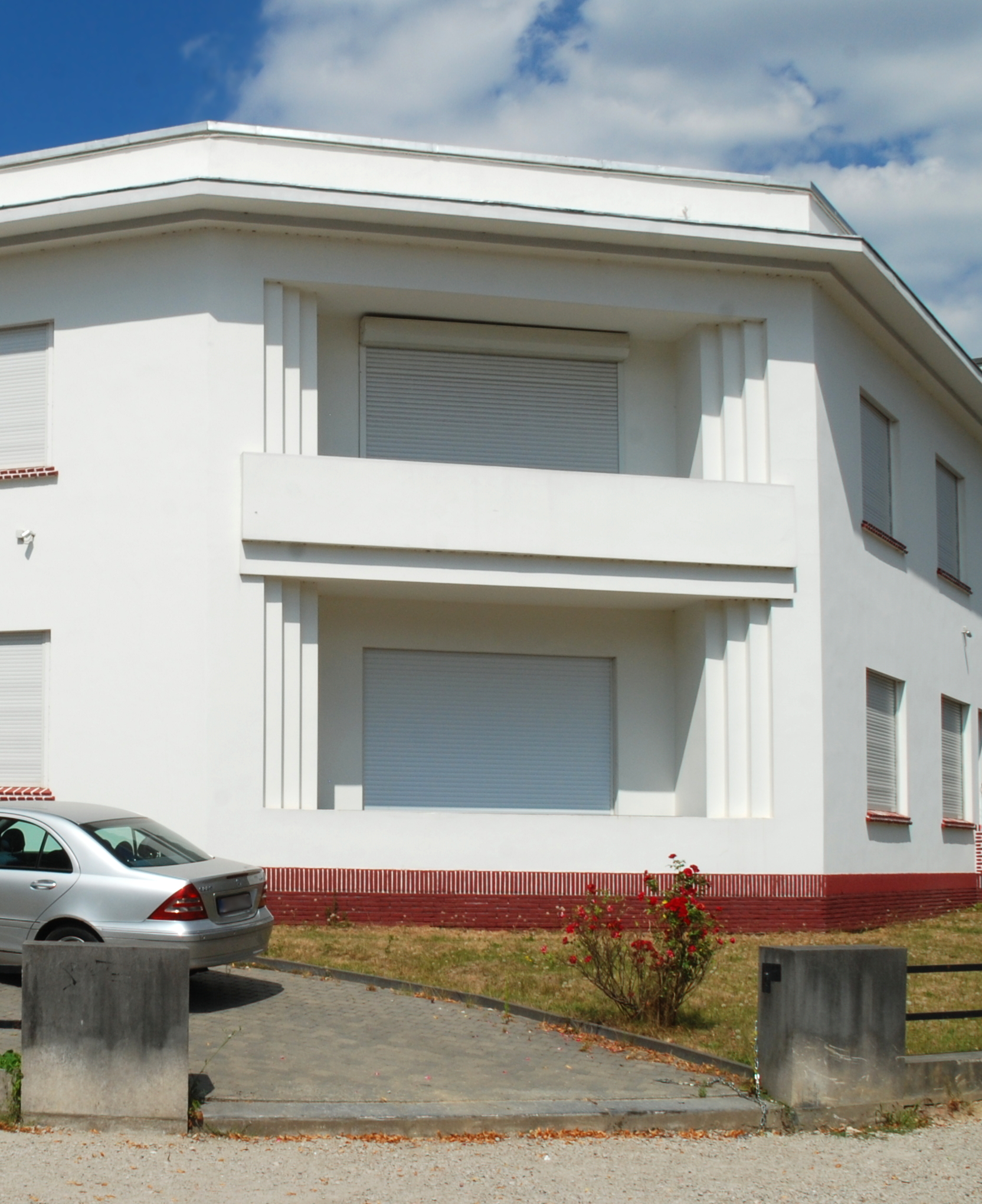
La travée d'angle.

La Maison Julius Hoste occupe l'angle entre les avenues Franklin Roosevelt et de l'Orée : elle est plus précisément située au numéro 78 de l'avenue Franklin Roosevelt et au numéro 5 de l'avenue de l'Orée, dans ce qu'il est convenu d'appeler l'extension sud de Bruxelles-ville, à une centaine de mètres au sud de la Maison Blomme, de la Maison Cohen, de la Maison Émile Janson, et juste à côté de la Maison Henoul.

## Historique
La Maison Julius Hoste est conçue en style moderniste par les architectes René Théry et J. de Wit van der Hoop en 1934 pour le commanditaire Julius Hoste, fondateur et propriétaire du journal Het Laatste Nieuws,.
Elle se dresse initialement le long de l'avenue des Nations, une artère rebaptisée en avenue Franklin Roosevelt en 1945 juste après la victoire des Alliés.
« Bien que ses deux filles y aient rarement ou jamais vécu, il est probable que Hoste ait commandé pour elles aux mêmes architectes les maisons des numéros 7 et 9 de l'avenue de l'Orée ».
Le bâtiment abrite actuellement l'ambassade du Niger,.

## Statut patrimonial
L'édifice ne fait pas l'objet d'un classement au titre des monuments historiques mais il figure à l'Inventaire du patrimoine architectural de la Région de Bruxelles-Capitale sous la référence 16148.

## Architecture

### Bâtiment principal
L'hôtel de maître fait partie d'une série de « cinq constructions dans le quartier, aux plans d'une belle originalité » réalisées par Théry et de Wit van der Hoop.
Le bâtiment principal, beaucoup plus bas que la Maison Henoul voisine, développe le long de l'avenue Franklin Roosevelt une façade enduite et peinte en blanc de deux niveaux et trois travées, sur un soubassement de briques rouges.
Le rez-de-chaussée, presque symétrique, est percé en son centre d'une porte d'entrée à triple ébrasement flanquée d'une large fenêtre tripartite à gauche et d'une fenêtre bipartite à droite. L'étage est percé à gauche et à droite de fenêtres alignées sur celles du rez-de-chaussée, la porte d'entrée étant surmontée de deux fenêtres bipartites. Le bâtiment se termine par un toit plat.
L'angle de l'avenue Roosevelt et de l'avenue de l'Orée est occupé par une travée disposée de biais, accueillant à chaque niveau une loggia à triple ébrasement comme la porte d'entrée.
Le long de l'avenue de l'Orée (au numéro 5), l'hôtel de maître présente une façade plus courte, comportant trois travées, un escalier en briques et une entrée de service.
L'édifice se termine par une annexe plus basse abritant un garage.

### Maisons de l'avenue de l'Orée
Aux numéros 7 et 9 avenue de l'Orée, deux maisons d'aspect cubique prolongent l'hôtel de maître. Comme il a été dit plus haut, il est probable que Hoste ait commandé ces maisons aux mêmes architectes pour ses deux filles, même si celles-ci y ont probablement rarement vécu (voire jamais).
Plus hautes que l'hôtel de maître lui-même, ces deux maisons à toit plat présentent chacune une façade enduite et peinte en blanc, de deux travées et de trois niveaux, plus un garage semi-enterré. La travée de gauche, plus large que la travée de droite, est percée à chaque niveau d'une fenêtre quadripartite.
Chacune des deux maisons est précédée d'un escalier en briques de couleur ocre, aux rampes géométriques, menant à la porte d'entrée logée sous un porche.
« La composition très simple des façades cache des plans complexes », ménageant des pièces à angles coupés. « Ces deux maisons modernistes ont une façade simple, mais sont en réalité basées sur des plans très compliqués ».